# メキシコ宇宙機関

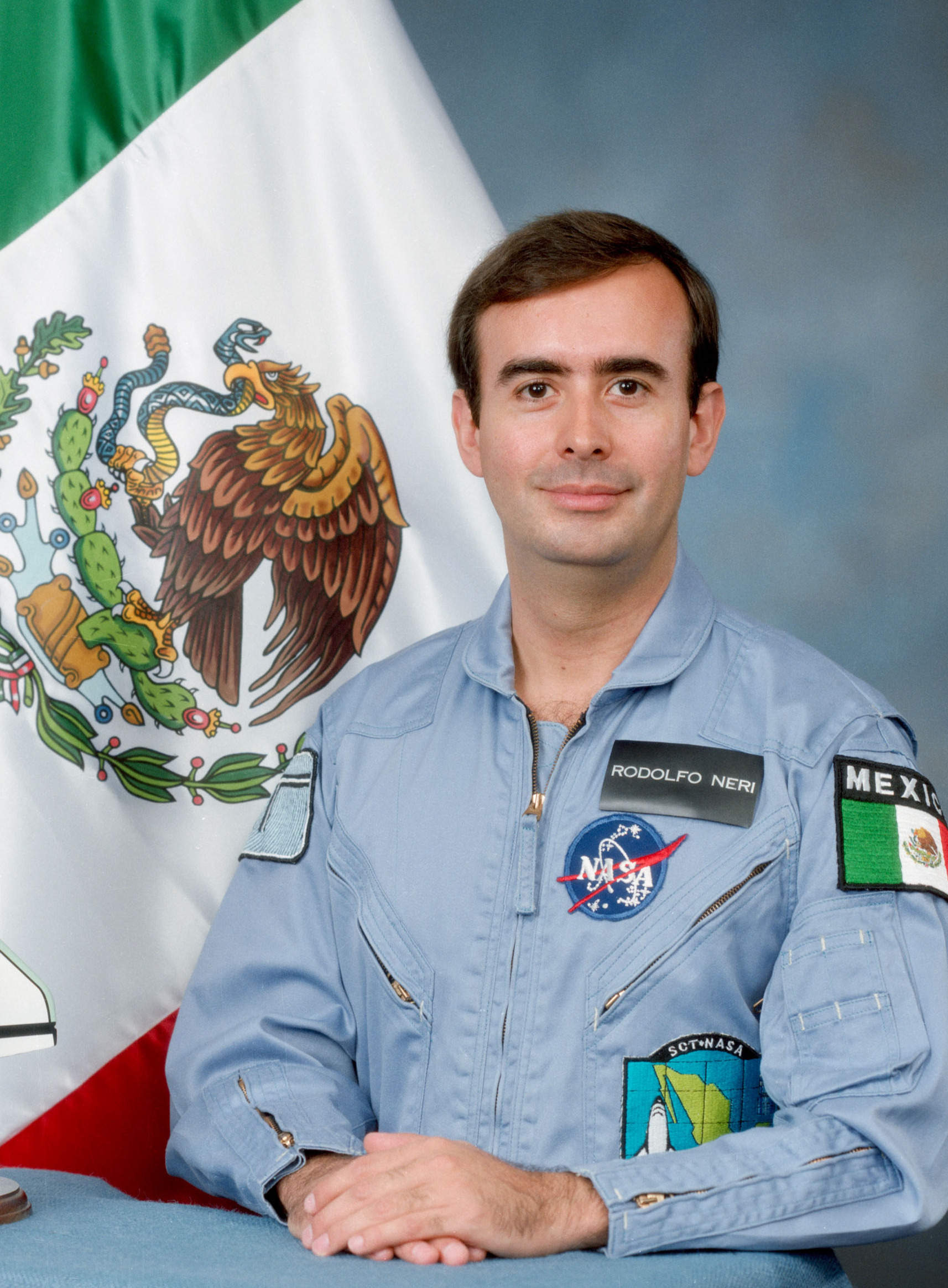

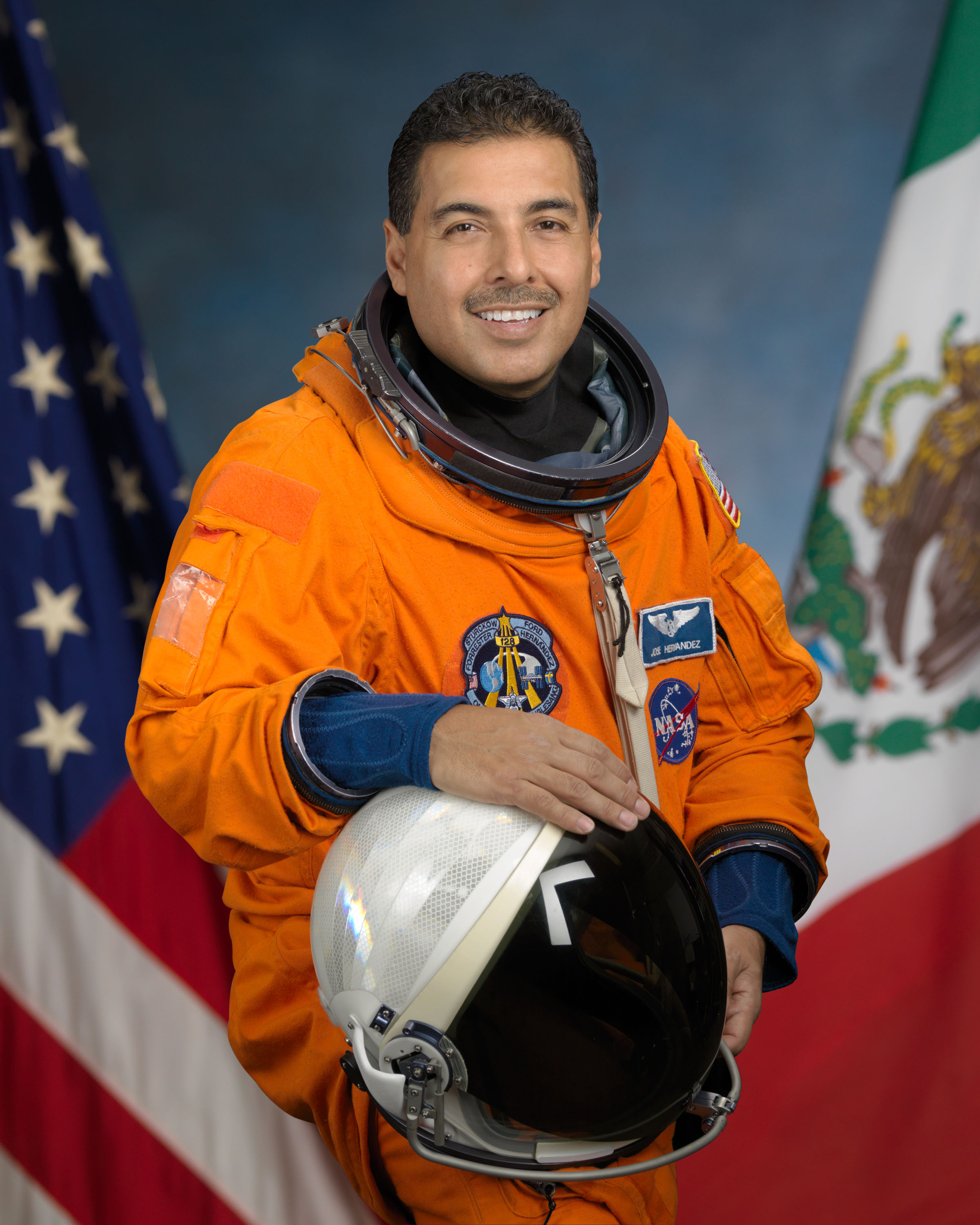

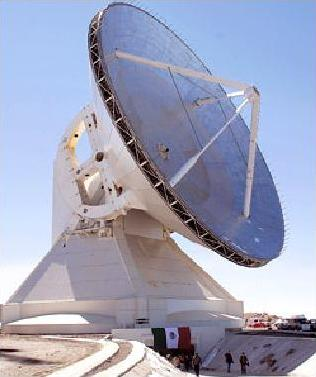

メキシコ宇宙機関（西: Agencia Espacial Mexicana; AEM、英: Agencia Espacial Mexicana; AEXA）はメキシコの宇宙機関。

## 概要
メキシコ宇宙機関は通信運輸省の外郭団体として発足した公的機関である。初年度の予算はちょうど80万ドル。
2008年11月上旬にメキシコ連邦議会上院による創設法案の可決、2010年4月20日に下院による承認（賛成208、反対2、欠席4）を経て、同年7月30日にフェリペ・カルデロン大統領により機関設立の法令が公布され、翌日の31日に設立となった。
これによってメキシコ国内の宇宙科学を振興し、国外の諸宇宙機関と同レベルの活動をめざすこととなった。ユカタン州の人口過疎地に発射台を誘致する計画もある。
設立にはメキシコの科学者による活動のほか、アメリカの宇宙飛行士であり、メキシコにルーツをもつホセ・モレノ・ヘルナンデスによる働きかけがあったとされる。